# Gortzius Geldorp
Gortzius Geldorp, auch: Gualdrop Gortzius (* 1553 in Löwen; † 1616 in Köln) war ein Porträt- und Historienmaler flämischer Herkunft.

## Leben und Wirken

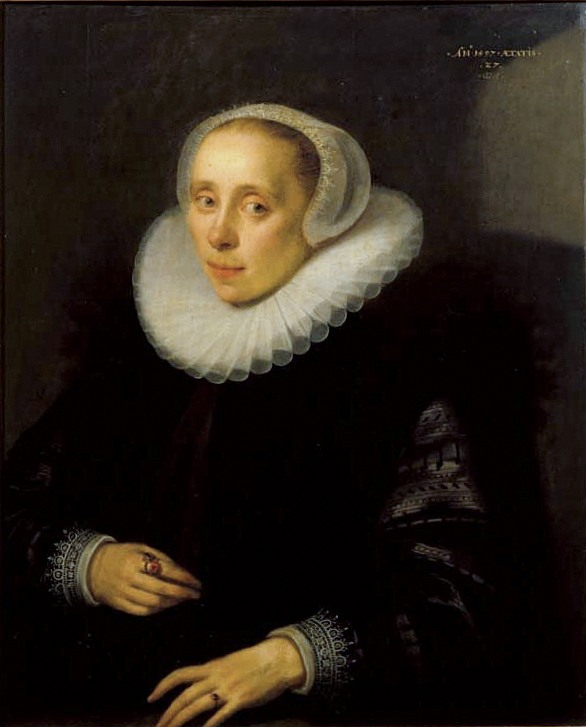
Bildnis einer Dame, 1597

Der in Löwen in der Provinz Brabant aufgewachsene Geldorp trat 1570/71 in Antwerpen bei Franz Francken dem Älteren in die Malergilde ein. Danach war er in der Werkstatt von Frans Pourbus dem Älteren, einem bedeutenden Porträtmaler seiner Zeit, tätig. Francken und Pourbus gehörten der Schule von Frans Floris an, welcher die niederländische Renaissance begründete.
Gortzius gewann an Bedeutung und erhielt eine Anstellung beim Herzog von Terranuova, Carlo d’Aragona, den er regelmäßig auf seinen Dienstreisen begleitete, so unter anderem auch 1579 zu Friedensverhandlungen mit den Niederlanden nach Köln. Die Begleitung eines Malers war zu jener Zeit Tradition und sie hielten, wie heute die Reporter, die Eindrücke, Menschen und Sehenswürdigkeiten auf ihren Zeichnungen fest. Bis zu d’Aragonas Tod um 1618 blieb Gortzius dessen treuer Begleiter.
Bereits ab 1610 übernahm Gortzius Geldorp die Stelle von Bartholomäus Bruyn dem Jüngeren im Rat der Stadt Köln. Einige seiner Werke wurden von Crispiaen/Crispin de Pas (1564–1637) in Kupfer gestochen, andere von Peter Isselburg. Um 1601 vervielfältigt de Pas Geldorps Porträt des Kurfürsten Lothar von Trier.
Gortzius Sohn Georg Geldorp wurde ein bekannter Porträtmaler und war Mitte des 17. Jahrhunderts in England tätig.

## Stil
Geldorp verfügte über einen kräftigen glänzenden Kolorismus. Braun dominierte auf seiner Farbpalette. Seine Spätwerke kennzeichnen weiche Übergänge und ein bläulicher Ton der Manschetten und Kragen.
Geldorps Historiengemälde nach niederländischer Art haben Porträtcharakter. Ab 1595 begann er seine Gemälde zu signieren. Seine Signatur besteht aus einer Verschlingung seiner Initialen GG. Für fecit steht ein f. Werke von Geldorp Gortzius finden sich im Rheinischen Landesmuseum in Bonn (Porträts Eberhard III Jabach und seiner Frau), Kölnischen Stadtmuseum, der Münchener Alten Pinakothek und in der Wiener kaiserlichen Galerie.
Um 1920 existierten von seinen circa 70 Porträts, meist auf Holz, noch etwa 30 in Köln. Sein Œuvre umfasst neun Familienbildnisse, das letzte datiert von 1610. Seine Werke wurden teils mit denen von Hans von Aachen verwechselt.

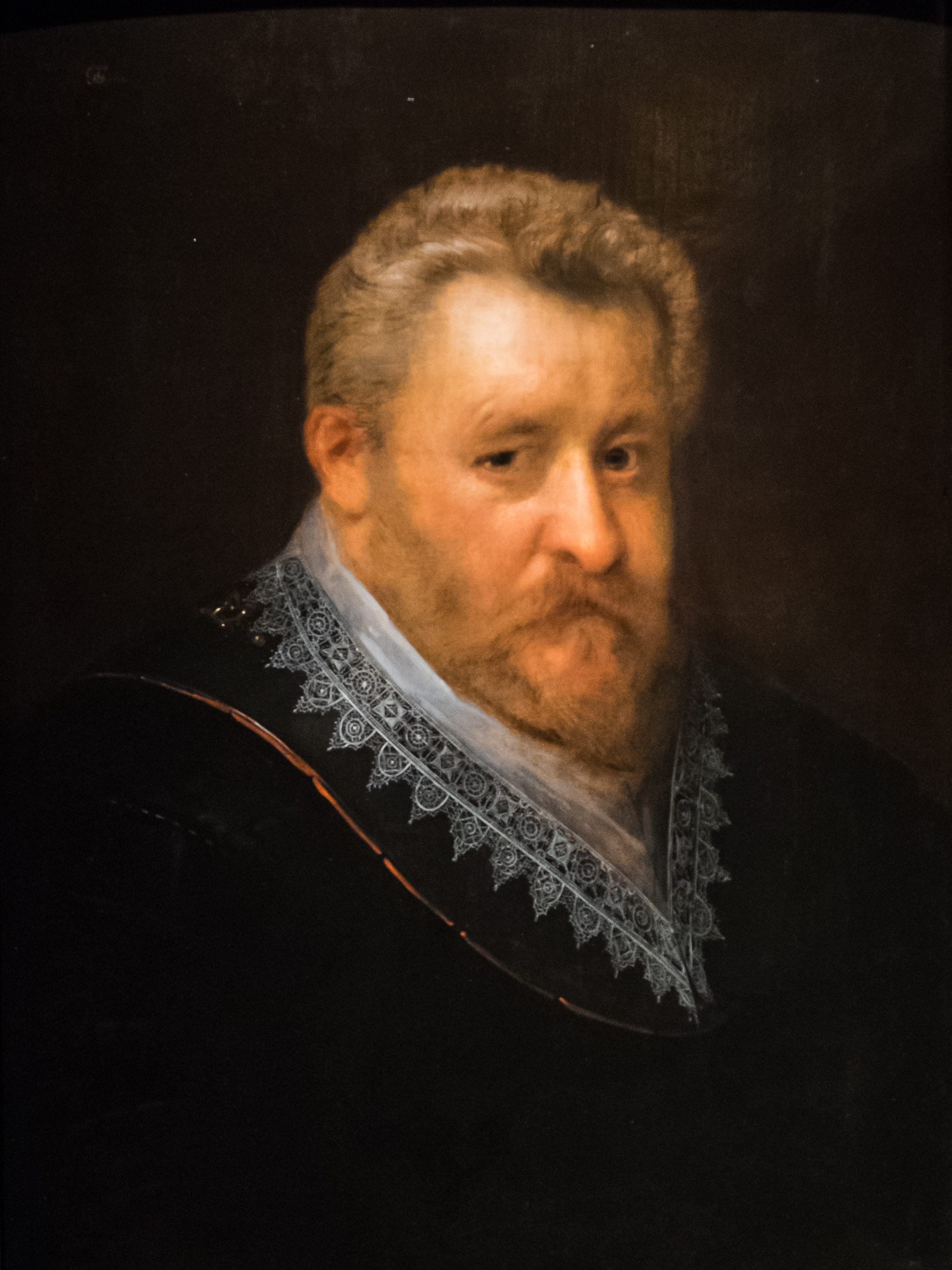
Porträt Simon VI. zur Lippe, 1601
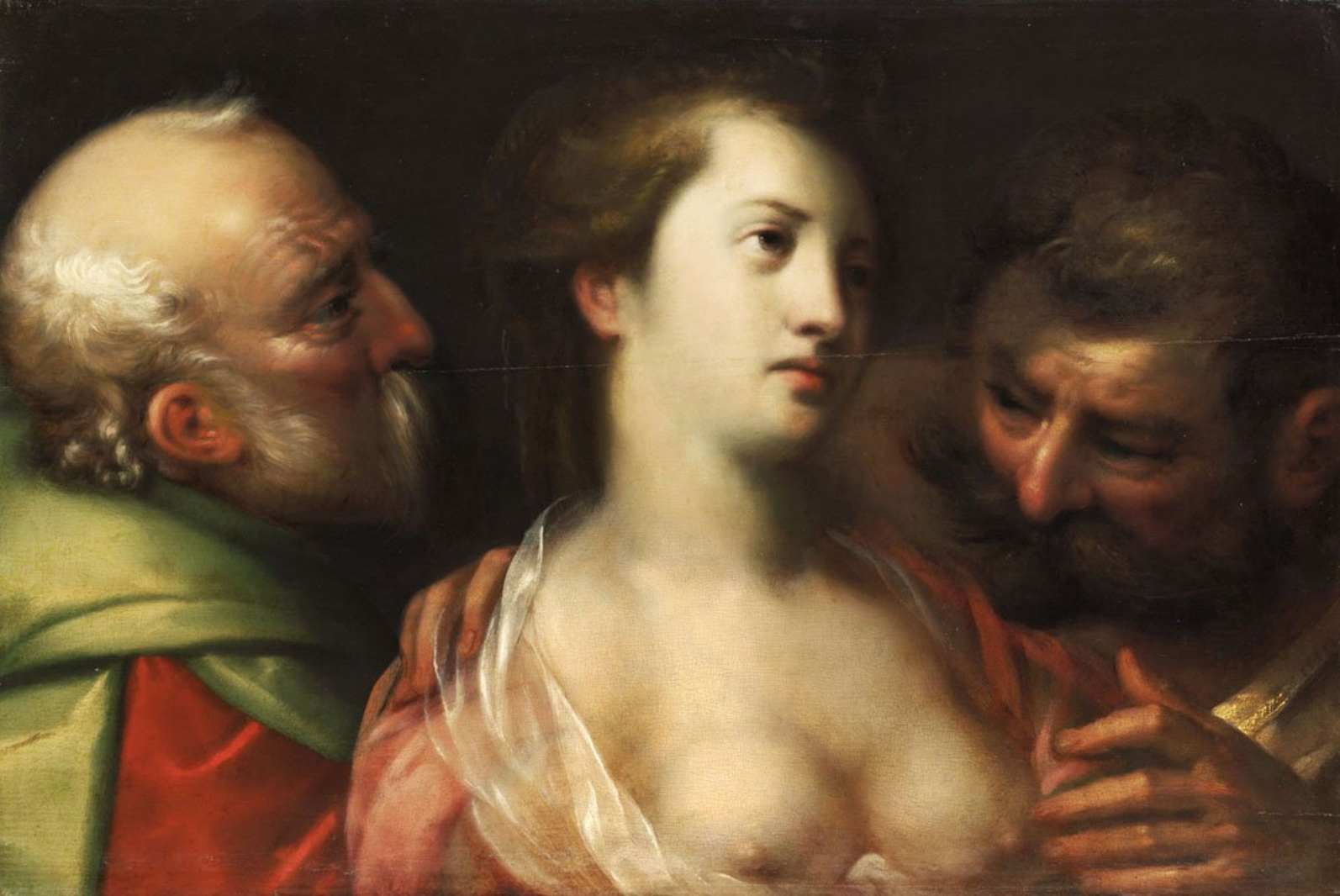
Susanna und die Alten, 1600–1604
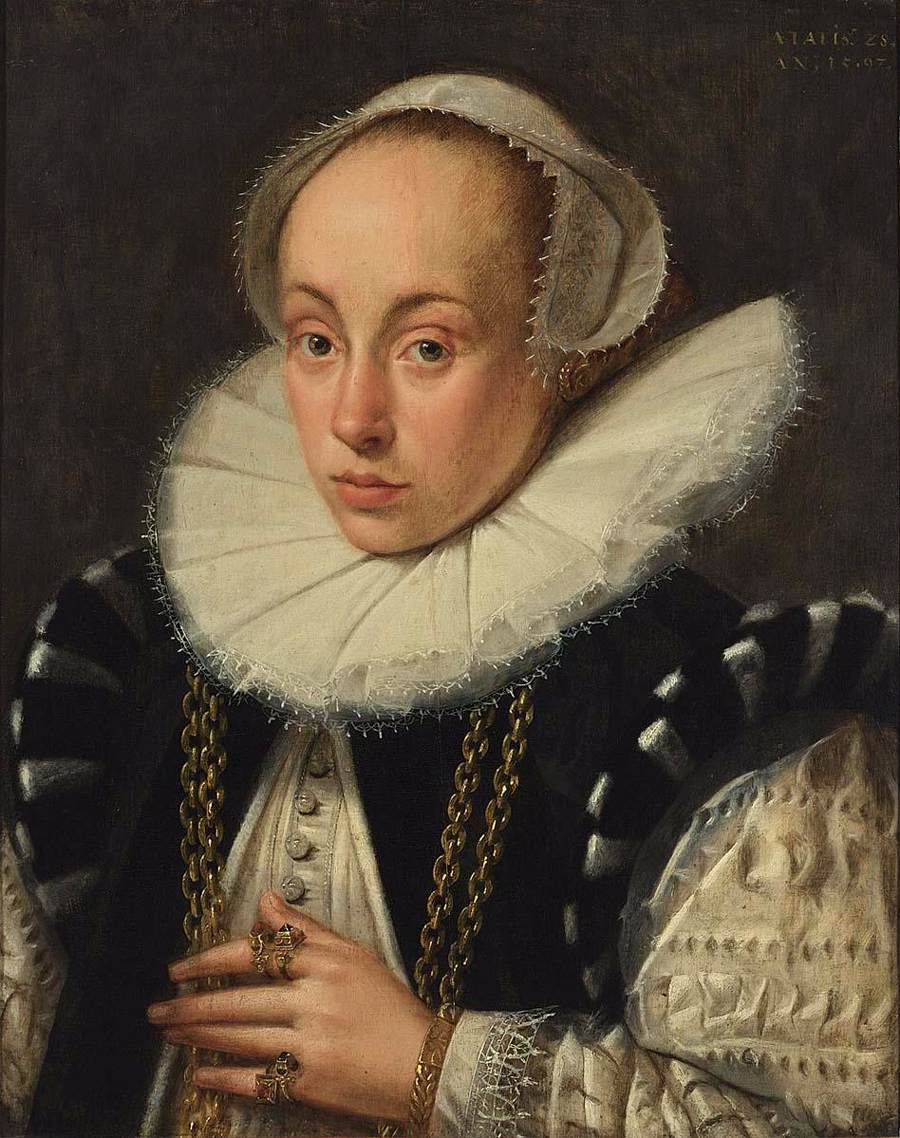
Bildnis einer Dame, 1597
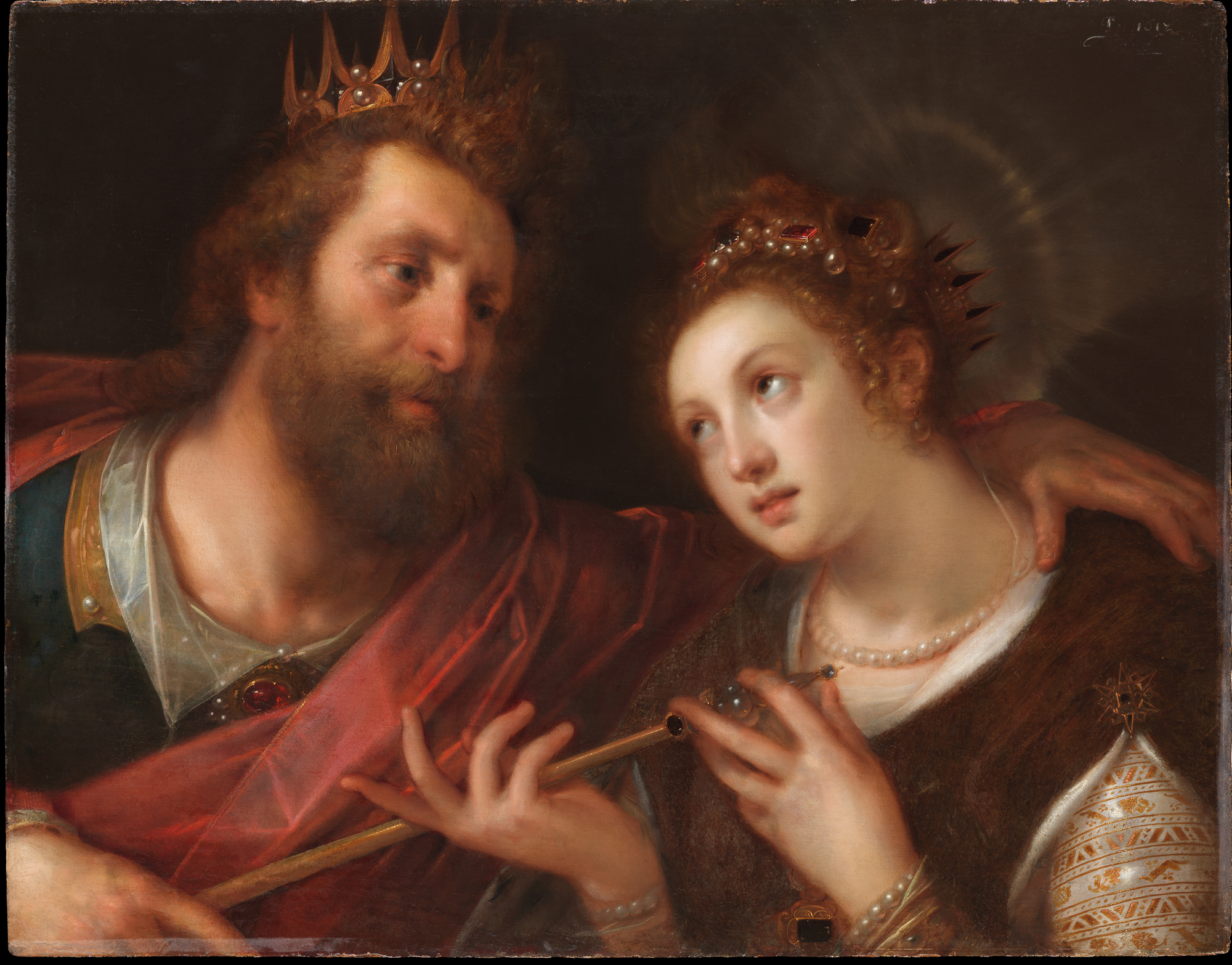
Esther und Ahasuerus, 1612

## Werke (Auswahl)

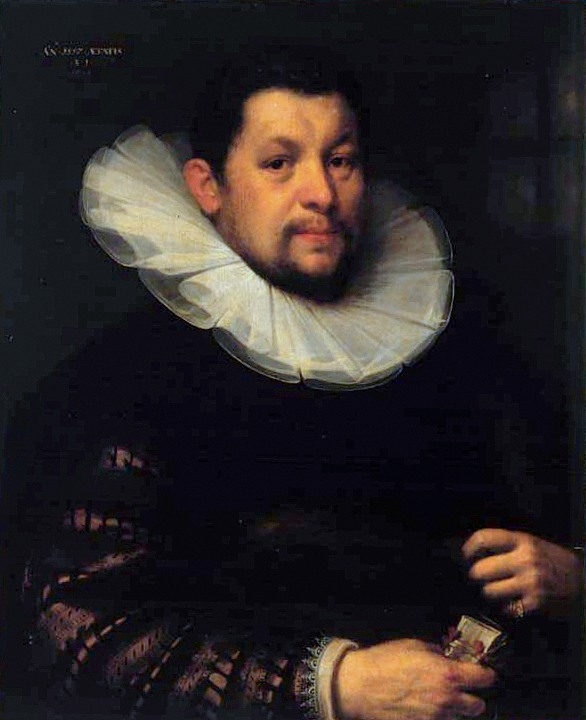
Bildnis eines Mannes, 1597

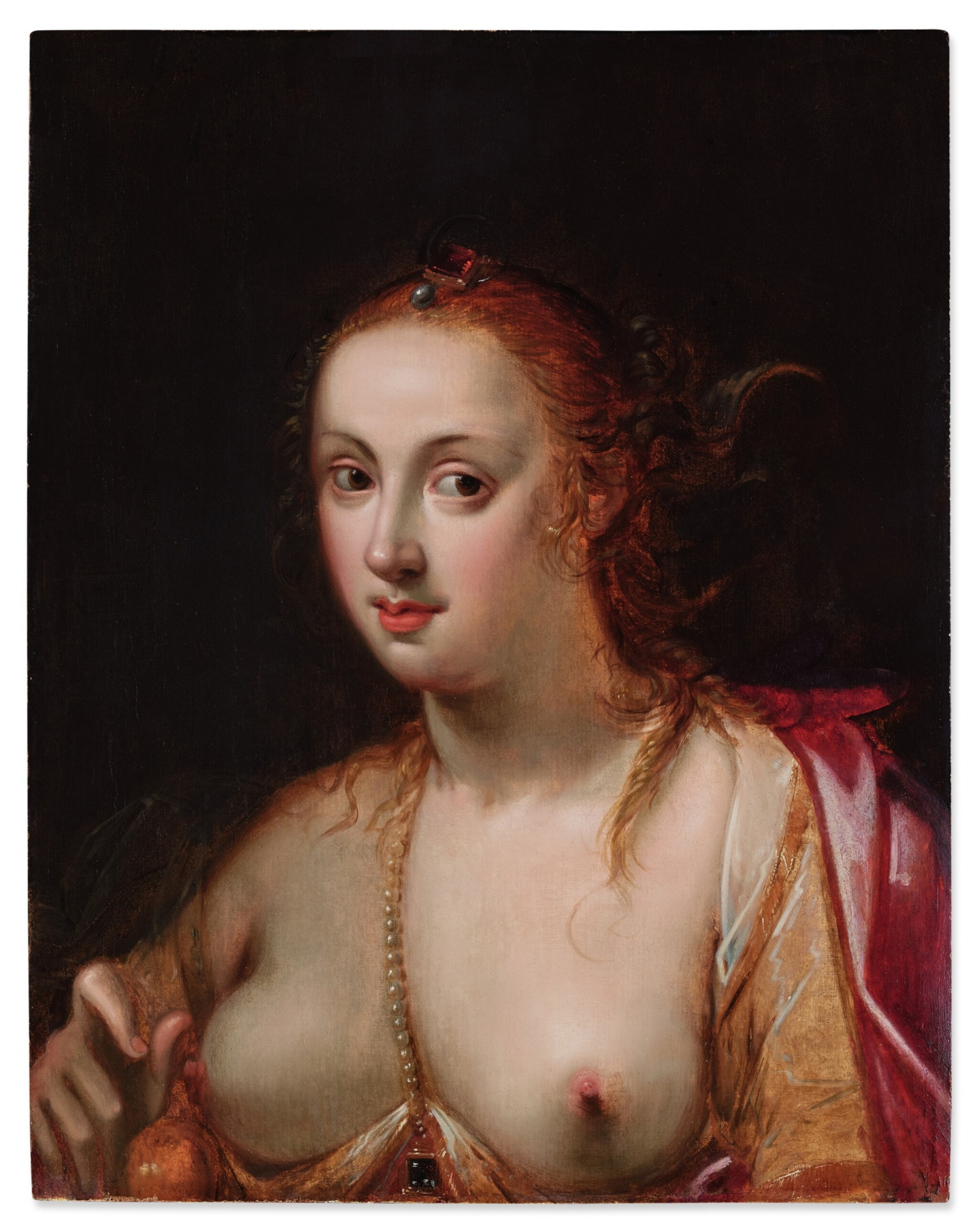
Bildnis einer eleganten Dame als Venus, zwischen 1580 und 1618

- 1550/55 Stifterfiguren, Außentafeln eines Triptychons von Bartholomäus Bruyn dem Älteren
- 1594 Miniaturbild von Eberhard III. Jabach und seiner Ehefrau für Eberhard III. Jabach (* 21. Dezember 1567 Antwerpen; † 23. Mai 1636 Köln.), Schloss Elsum bei Wassenberg[1]
- 1598 Johann von Lyskirchen, 1920: Köln Rathaus
- 1598 Bildnis des Christian Feist, Öl auf Eichenholz, 77,5 × 63 cm, Landesmuseum Mainz
- 1600 Eberhard III. Jabach und seine Ehefrau, Ölgemälde für Eberhard III. Jabach, Privatbesitz/Rheinisches Landesmuseum, Bonn
- 1600 Porträt Lyskirch, Szépművészeti Múzeum
- 1601 Simon VI. (Lippe), Weserrenaissance-Museum
- 1602 Marcus Beyweg Wallraf-Richartz-Museum
- Susanna und die Alten, 1600–1604, Öl auf Holz, Szépművészeti Múzeum
- 1604 Herrenporträt 1604, Öl auf Holz. jeweils 100,5 × 74,5 cm.
- 1604  Damenporträt, Öl auf Holz. jeweils 100,5 × 74,5 cm.
- 1611 Johann von Boland 1920: Privatbes.
- 1613 Johann Terlaen, 1920: Köln Rathaus
- 1613 Johann Hardenrath und Frau, 1920: St.Maria im Kapitol
- Hortensia de Prado, 1920: Rijksmuseum Amsterdam
- Diana für Johan Meerman in Köln
- Susanna für Everhard Iabach. Von Crispiaen de Pas in Kupfer gestochen
- Geschichte von Esther und Ahasverus für den Kunstliebhaber Gortssen in Hamburg
- Brustbild von Christus für die Kunstkammer eines Geistlichen. Von Crispiaen de Pas in Kupfer gestochen.
- Brustbild von Maria dsgl.
- Die vier Evangelisten für den Kunstliebhaber Iooris Haeck. Von Crispiaen de Pas in Kupfer gestochen.
- Verkündigung an Maria, von Crispiaen de Pas in Kupfer gestochen
- Maria Magdalena, von Crispiaen de Pas in Kupfer gestochen
- Lukretia, sign., 1920: Eremitage (Sankt Petersburg)
- Gekreuzigter, lebensgroß, 1920: Sitzungssaal in Kölner Rathaus.